# Araiopontonia
Araiopontonia is een geslacht van kreeftachtigen uit de klasse van de Malacostraca (hogere kreeftachtigen).

## Soort
- Araiopontonia odontorhyncha Fujino & Miyake, 1970